# Rogaszyce (powiat ostrzeszowski)
Rogaszyce – wieś w Polsce położona w województwie wielkopolskim, w powiecie ostrzeszowskim, w gminie Ostrzeszów.
W latach 1975–1998 miejscowość administracyjnie należała do województwa kaliskiego.

## Położenie
Wieś Rogaszyce należy do gminy Ostrzeszów i jest największym powierzchniowo sołectwem tej gminy.
W skład sołectwa Rogaszyce, wchodzi tylko wieś Rogaszyce. 
Wieś Rogaszyce jest położona w południowej części gminy Ostrzeszów. We wsi ustanowiono integralne mniejsze historyczne części: 
- Dobra
- Hanobry
- Królewskie
- Malinów
- Wiązownia
- Żyrów – nazwa ta pochodzi od słowa "żerowanie", gdzie zwierzyna leśna często schodziła się na żer.
- Źródelnia

## Toponimia
Nazwa wsi prawdopodobnie pochodzi od Rogacza, Rogacze – od jeleni, a dosłownie od poroża. 

## Historia
Jak podają księgi fundacji biskupstwa wrocławskiego, parafia Rogaszyce należała do Diecezji Wrocławskiej już w 1300 roku. Kodeks dyplomatyczny Wielkopolski nr 1432 zawiera wzmiankę datowaną na rok 1360, która wspomina o Rogaszycach. Najwcześniejsze znane doniesienia historyczne mówiące o istnieniu w Rogaszycach kaplicy lub kościoła pochodzą z 3 czerwca 1638 roku, kiedy to spisano dokument o erekcji i uposażeniu nowego kościoła parafialnego w Rogaszycach, dodając, że w miejsce starego i spustoszonego zbudował Jan Mączyński, dziedzic dóbr Rogaszyckich nowy drewniany kościół parafialny, powiększył nowymi ofiarami w ziemi i łąkach dawniejsze uposażenie. Z dokumentu tego jednak jasno wynika, że już przed 1638 rokiem znajdował się w Rogaszycach kościół z uposażeniem. Istnieją także dokumenty, które świadczą o istnieniu szkoły na terenie Rogaszyc już w XVII wieku, wizytacja Rogaszyc odbyta przez księdza Wawrzyńca Joanstona 23 kwietnia 1671 roku donosi o szkole, w której mieszkał nauczyciel i 210 parafianach, którzy uczestniczyli w obchodach Wielkanocy. 
Znaczenie historyczne mają następujące obiekty znajdujące się na terenie wsi:
- murowany kościół z wieżą zbudowany w 1903 roku, ufundowany przez właścicieli ziemskich – Państwa Wężyków;
- pozostałości po drewnianym wiatraku;
- dwór Państwa Wężyków wraz z ogrodem.

## Demografia
Wieś Rogaszyce jest, w chwili obecnej, ludnościowo drugą co do wielkości miejscowością w gminie Ostrzeszów (za miastem Ostrzeszów), na koniec roku 2007 zamieszkiwało w niej 1370 osób.

## Oświata, kultura i sport

### Szkoła podstawowa
Ślady istnienia szkoły w Rogaszycach sięgają XVII wieku (na miejscu obecnego budynku przedszkola). Bardzo dobrze udokumentowana historia Szkoły Podstawowej w Rogaszycach zaczyna się od roku 1927, ponieważ z tego roku pochodzą pierwsze wpisy do kroniki Szkoły Podstawowej Rogaszyce Południe. Jednak kronika ta zawiera oznakowanie „TOM II”, co wskazuje że była prowadzona już znacznie wcześniej. Szkoła ma swoją siedzibę w budynku powstałym w wyniku rozbudowy, prowadzonej pod koniec lat 80.. Szkoła dysponuje, oddaną do użytku w 2011 roku, salą gimnastyczną. 
Do szkoły podstawowej uczęszczają uczniowie z terenu Rogaszyc oraz sąsiednich miejscowości: Turza i Kochłów. W budynku szkoły znajduje się także siedziba miejscowej filii Biblioteki Publicznej w Ostrzeszowie. 

### Przedszkole
W Rogaszycach, jako jedynej wsi w gminie Ostrzeszów, znajduje się przedszkole. Na terenie obecnego przedszkola niegdyś istniała pierwsza we wsi szkoła, która została wyburzona, zaś na jej miejscu wybudowano obecny budynek przedszkola. W 2020 r. Przedszkole przyjęło im. "Kolorowe Kredki". 

### Wiejski dom ludowy i remiza strażacka
Jedną z organizacji we wsi jest ochotnicza straż pożarna, która ma 20 czynnych członków, w tym dwie kobiety, 50 wspierających i jednego honorowego. Aktualnie OSP Rogaszyce nie posiada własnego zaplecza technicznego.  
W 1977 roku mieszkańcy wsi założyli zespół pieśni i tańca. Na początku lat dziewięćdziesiątych doszło do powolnego zaniechania podejmowanych działań i zespół przestał istnieć. W 1997 roku powołano zespół śpiewaczy Ciotki sołtysa, koło zmieniło nazwę na zespół: Rogaszanie. Trzon zespołu stanowiły panie z Koła Gospodyń Wiejskich.
Koło Gospodyń Wiejskich działa w Rogaszycach od roku 1964. 
Na terenie wsi działa także Koło Polskiego Związku Emerytów, Rencistów i Inwalidów, które funkcjonuje od roku 2000. Koło skupia w swych szeregach ponad 37 członków. 

### Sport
Klub Sportowy Rogaszyce istnieje z przerwami od 1960 roku. Jest organizacją pożytku publicznego. Klub prowadzi tylko sekcję sportową piłki nożnej. Drużyna seniorów uczestniczy w rozgrywkach klasy A Okręgowego Związku Piłki Nożnej w Kaliszu. W chwili obecnej, klub nie odnosi większych sukcesów. 

## Urodzeni w Rogaszycach
- Franciszek Peisert – polski wojskowy, kapitan administracji Wojska Polskiego, ofiara zbrodni katyńskiej, uczestnik I wojny światowej i powstania wielkopolskiego[4].